# Kialagvik Creek
Der Kialagvik Creek ist ein 14,6 km langer Zufluss der Wide Bay im Osten der Alaska-Halbinsel in Alaska (USA).

## Flusslauf
Der Kialagvik Creek wird von einem Gletscher am Nordostfuß des 1677 m hohen Vulkans Mount Kialagvik auf einer Höhe von 350 m gespeist. Er fließt in überwiegend nordöstlicher Richtung zum Kopf der Wide Bay, eine Nebenbucht des Golfs von Alaska. Der Flusslauf wird von den Bergen der Aleutenkette flankiert, im Osten vom 1290 m hohen Icy Peak sowie im Nordwesten vom 865 m hohen Mount Alai. Ugashik ist der nächstgelegene Ort, etwa 55 km nordwestlich.

## Einzugsgebiet
Das etwa 82 km² große Einzugsgebiet des Kialagvik Creek liegt im Alaska Peninsula National Wildlife Refuge.